# Техничка школа Младеновац
Техничка школа „Младеновац” је средња школа основана 1960. године. Налази се у општини Младеновац у Београду, улици Вука Караџића 75.

## Историјат
За потребе индустрије, велики број предузећа у Младеновцу и околини имао је потребу за стручним кадровима. Током педесетих година 20. века утврђено је да Младеновцу треба 250 техничара електро и машинске струке, на основу чега је основана Техничка школа.
Школа је почела са радом 1960. године, када је имала пет одељења, а ученици су похађали наставу у неколико одвојених зграда у Младеновцу. Данашња зграда школе направљена је и усељена 12. октобра 1961. године, а наредне године почела је доградња и опремање објекта.
Техничка школа се 1969. године ујединила са школом за квалификоване раднике „Живко Јаковљевић”, чинећи тако заједничку установу Школски центар. Тадашњи директор био је Живадин Арсић, а школа је имала 26 одељења и 37 професора. Због рационализације простора, средстава и кадрова, у Младеновцу је формиран Образовни центар „Вељко Влаховић”, 1976. године, а у састав центра ушле су Техничка школа, Гимназија Младеновац и Школа за КВ раднике.
Током школске 1990/1991. Техничка школа поново почиње самостално са радом, а на основу плана школа је реализовала нове наставне планове и програме у подручјима рада као што су машинство и обрада метала, електротехника и текстилство. Током 1991. године почело је опремање радионица, кабинета.
У оквиру школе налазио се хор који је промовисао школу на такмичењима и манифестацијама.